# Destruction du barrage de Kakhovka
La destruction du barrage hydroélectrique de Kakhovka a lieu dans la nuit du 6 juin 2023, dans le contexte de la campagne du Dnipro de l'invasion russe de l'Ukraine.
La plupart des experts s'accordent à dire qu'entre l'Ukraine et la Russie, le responsable le plus probable de la destruction du barrage est la Russie. Celui-ci était en effet occupé par les russes au moment de l'explosion, et selon eux, seule une explosion venant de l'intérieur du barrage, a pu le détruire. Le Kremlin dément être à l'origine de cette destruction et accuse l'Ukraine.
Dans une résolution du 15 juin 2023, le Parlement européen condamne la Russie pour la destruction du barrage, affirmant que celle-ci constitue un crime de guerre et un écocide.

## Contexte
Les forces armées de la fédération de Russie ont pris le contrôle de la centrale hydroélectrique de Kakhovka le 24 février 2022, au début de l'invasion de l'Ukraine,. 
La barrage de Kakhovka est une centrale hydroélectrique associée à un barrage au fil de l'eau, située près de Nova Kakhovka, sur le cours du Dnipro en Ukraine. Le barrage crée le réservoir de Kakhovka. Il s'agit d'un barrage d'importance stratégique pour l'alimentation en eau de la rive gauche du Dnipro et notamment de la Crimée, et le refroidissement de la centrale nucléaire de Zaporijjia, située en amont. Il permet en outre l'irrigation de grandes étendues agricoles du sud de l'Ukraine et du nord de la Crimée via le canal de Crimée du Nord. 
Le 21 octobre 2022 le président ukrainien Volodymyr Zelensky affirme que les forces russes ont placé des explosifs à l'intérieur du barrage de Kakhovka,. Le 31 octobre 2022, le ministre des Affaires étrangères de la Moldavie, Nicu Popescu, affirme que l'Ukraine a intercepté des missiles russes visant un barrage du Dniestr.
Au cours de la contre-offensive de Kherson, les forces ukrainiennes ont mené des frappes HIMARS sur le tablier du pont pour empêcher les approvisionnements russes, une frappe endommageant partiellement une vanne. Lorsque les forces russes se retirent de Kherson, elles détruisent les 3 travées en rive droite (sur 28 travées au total) du tablier du pont derrière elles, endommageant certaines des vannes,. Cependant, les experts disent que ce n'est probablement pas ces dommages superficiels qui ont causé l'effondrement du barrage, celui-ci ayant été construit pendant la période soviétique et donc conçu pour résister à des bombardements.
En novembre 2022 l'armée russe ouvre les vannes et le réservoir atteint son niveau le plus bas en trois décennies. L'administration militaire régionale de Zaporijjia suggère que l’un des objectifs russes pourrait être d'inonder la zone au sud du barrage, afin d'empêcher les forces ukrainiennes de traverser le Dnipro. Ukrhydroenergo, la compagnie hydroélectrique ukrainienne, pensait également que les occupants russes « avaient ouvert les écluses de la station par crainte d'une avancée des soldats ukrainiens ».
Un niveau très bas est maintenu dans les mois suivants jusqu'à ce que le gouvernement ukrainien le fasse remonter grâce à l'apport d'un autre réservoir situé en amont sur la rivière. L'arrivée d'eau au printemps 2023 s'accompagne de débordements et noie des terres situées en amont.
Le 30 mai 2023, une semaine avant la rupture du barrage, le gouvernement russe décrète qu'« il n'y aurait pas d'enquête sur les accidents survenus dans les installations industrielles et hydroélectriques en Ukraine occupée à la suite d’opérations militaires, de sabotages et d’actes de terrorisme. ».

## Destruction

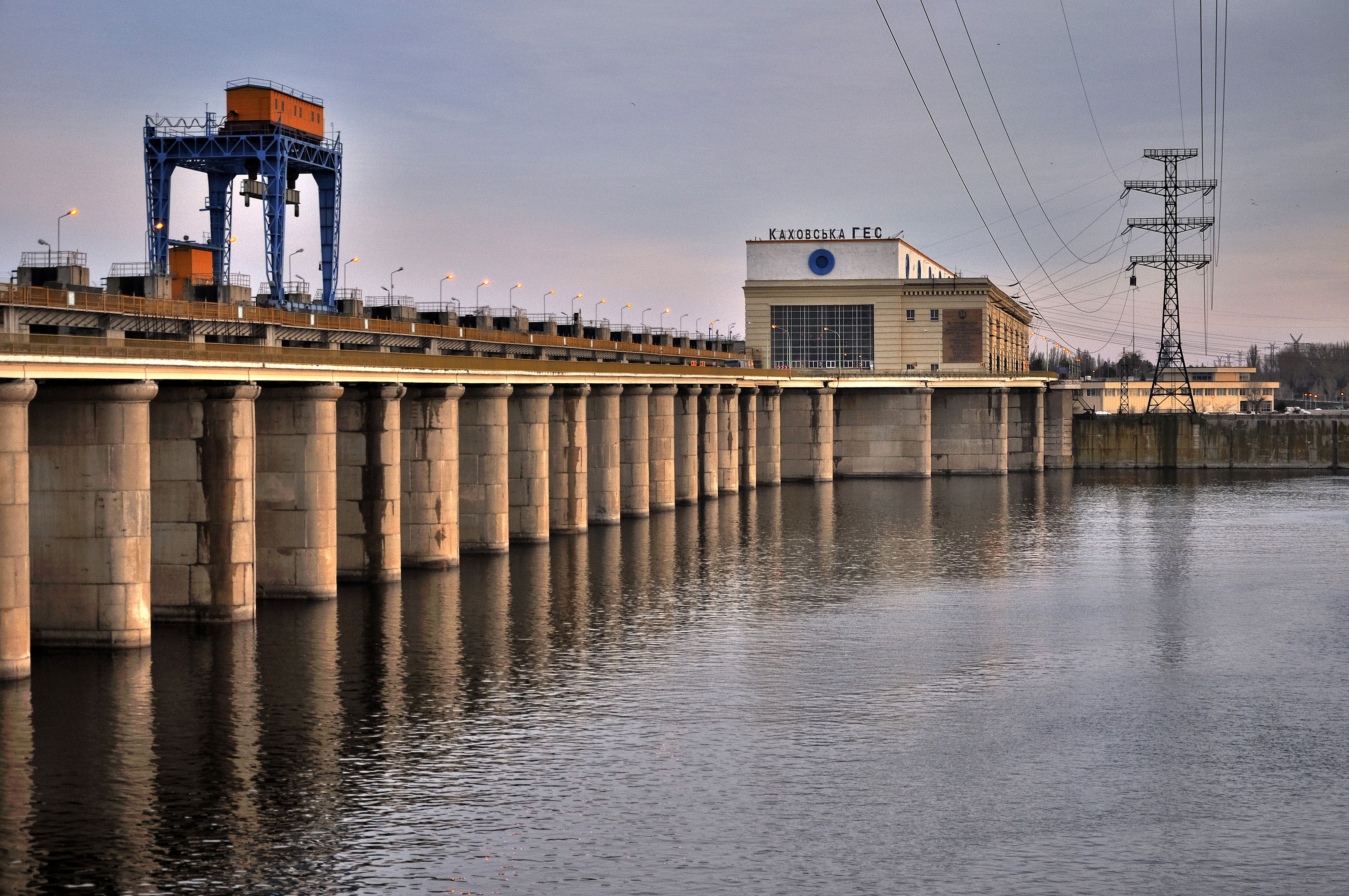
Le barrage de Kakhovka en 2013. La rupture s'est produite à la hauteur du portique de manutention.

Section perpendiculaire au barrage, avec vue des batardeaux de réglage du niveau d'eau et de la galerie de circulation traversant l'ouvrage.

Selon le président ukrainien Volodymyr Zelensky « à 2 h 50 locale le matin du 6 juin 2023, une explosion interne des structures du barrage s'est produite. ». 
Il était sous contrôle des forces armées russes depuis le début de l'offensive, et aurait été miné.
Au moment de la destruction, le barrage se situait sur la ligne de front entre les forces russes et ukrainiennes. Le jour même, les deux belligérants rejettent la responsabilité de la destruction sur le camp adverse. Au moins 16 000 personnes seraient concernées par la montée des eaux provoquée par la destruction du barrage.
La section centrale du barrage est détruite, ce qui entraîne des inondations généralisées en aval. Au moment de sa destruction, le niveau de l'eau avait atteint son plus haut niveau en trente ans.
Les images satellite obtenues par BBC News indiquent que l'état du barrage se détériorait depuis début juin, voire plus tôt, avec une section de route de la salle des turbines au barrage qui semblait s'affaisser le 2 juin, ce qui pouvait traduire de possibles problèmes structurels,. Selon Bernard Tardieu, président d'honneur du Comité français des barrages et réservoirs, les dommages à la route n'ont aucune conséquence sur la retenue elle-même. Le 9 juin, une équipe de sismologues norvégiens indiquent qu'une de leurs stations a enregistré un signal à 2 h 54, après avoir détecté une activité plus faible à 2 h 35. Ils affirment que ce signal correspond à une explosion, et non à un effondrement du barrage de lui-même,.
Selon deux responsables américains et un responsable occidental cités par la NBC, « Le gouvernement américain dispose de renseignements qui semblent désigner la Russie comme coupable de l’attaque contre le barrage en Ukraine,. »
Le 9 juin 2023, Josep Borrell, le chef de la diplomatie de l'Union européenne indique : « Le barrage n'a pas été bombardé. Il a été détruit par des explosifs installés dans les zones où se trouvent les turbines. Cette zone est sous contrôle russe. Tout paraît indiquer que, si cela a eu lieu dans une zone sous contrôle russe, il est difficile que cela ait pu être quelqu'un d'autre. »
Une telle destruction est susceptible d'être qualifiée de crime de guerre au titre du Protocole I additionnel aux Conventions de Genève, établi le 8 juin 1977[réf. nécessaire].

## Responsabilité
La plupart des experts s'accordent à dire qu'entre la Russie et l'Ukraine, il est plus probable que la Russie ait attaqué le barrage. Selon les analyses d'experts en barrages et en ingénierie consultés par le New York Times, « les preuves suggèrent clairement que le barrage a été endommagé par une explosion déclenchée par la partie qui le contrôle : la Russie » et que seule une charge explosive placée dans le barrage peut l'avoir détruit. Le barrage avait été construit sous l'URSS et les Russes ont donc, selon eux, eu les plans pour savoir où placer précisément la charge.
Le 15 juin 2023, le Parlement européen adopte une résolution condamnant fermement la destruction par la Russie du barrage de Kakhovka le 6 juin, estimant qu'il s'agit d'un crime de guerre. Le Parlement appelle également à l'adhésion de l'Ukraine à l'OTAN.

## Conséquences

### Impact sur la centrale nucléaire de Zaporijjia
Selon l'Agence internationale de l'énergie atomique, il n'y a « aucun risque immédiat pour la sûreté nucléaire » mais le gouvernement ukrainien estime de son côté que la baisse du niveau du réservoir pourrait mettre en péril la centrale, ce qui a été contredit par l'agence de l'ONU chargée du nucléaire.

### Impact militaire pour la contre-offensive ukrainienne
La destruction du barrage complique la tâche des militaires ukrainiens : la montée des eaux et l’inondation des berges vont rendre la traversée du fleuve plus difficile pour des troupes. Le conseiller du président ukrainien Mykhaïlo Podoliak a déclaré sur le sujet : « Le but est évident : créer des obstacles infranchissables sur le chemin de l’avancée », limitant les options des forces ukrainiennes pour opérer sur la zone.
La route franchissant le barrage aurait pu servir aux forces ukrainiennes à avancer sur les positions russes, de l'autre côté du fleuve, dans le cadre de la contre-offensive lancée en juin 2023,. La montée des eaux sur la rive gauche va faire perdre des positions défensives à la Russie. L'Institut pour l'étude de la guerre avançait avant l'explosion que la destruction du barrage pourrait permettre aux forces russes de « couvrir leur retraite de la rive droite du Dniepr et empêcher ou retarder les avancées ukrainiennes sur le fleuve ».

### Impact sur les populations et infrastructures
Oleksandre Prokoudine, chef de l’administration militaire de la région de Kherson, a déclaré qu'« environ 16 000 personnes sur la rive droite de la région se trouvent en zone critique ». Après l’explosion du barrage qui retenait 18 km3 d'eau, plusieurs villages ont été « complètement ou en partie » inondés, l’électricité et le gaz ont été coupés dans plusieurs districts. Sur la rive contrôlée par l'Ukraine, au moins 17 000 civils ont été évacués le 6 juin, tandis que 22 000 personnes seraient menacées par les inondations sur la rive gauche sous contrôle russe.
La rupture du barrage devrait assécher le canal de Crimée du Nord, alimenté par le lac de retenue. Le canal permet l'alimentation en eau de la péninsule de Crimée. Selon les autorités ukrainiennes, plus d'un million et demi d'hectares de terres agricoles irriguées grâce au réservoir ne pourront plus être pleinement exploitées à court terme.
Les animaux du zoo de Nova Kakhovka sont morts noyés.
- Kherson après la destruction du barrage de Kakhovka.

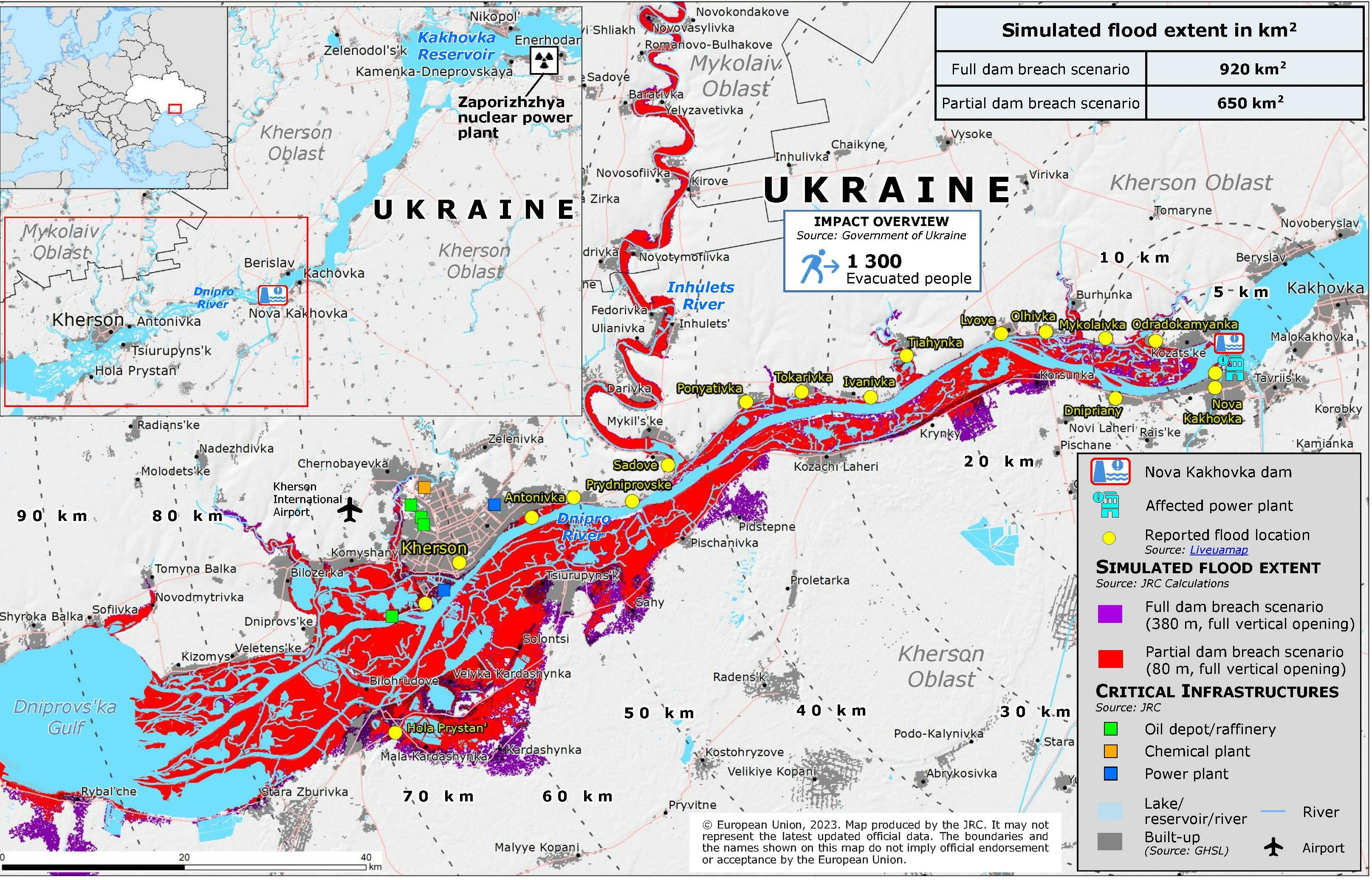
Situation des inondations à la suite de la destruction du barrage de Nova Kakhovka et estimation des surfaces susceptibles d’être inondées.
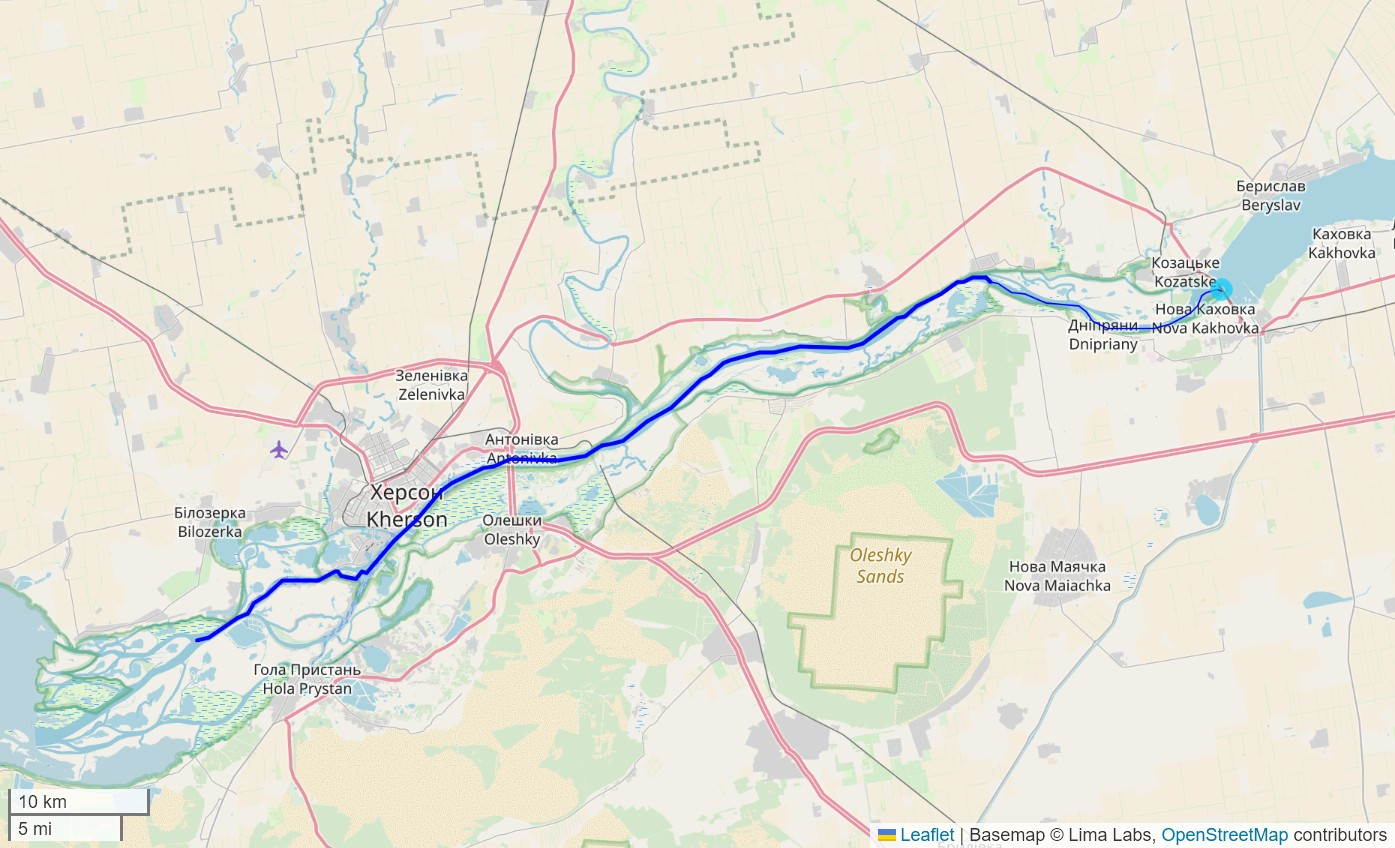
Écoulement du Dnipro en aval du barrage de Kakhovka.
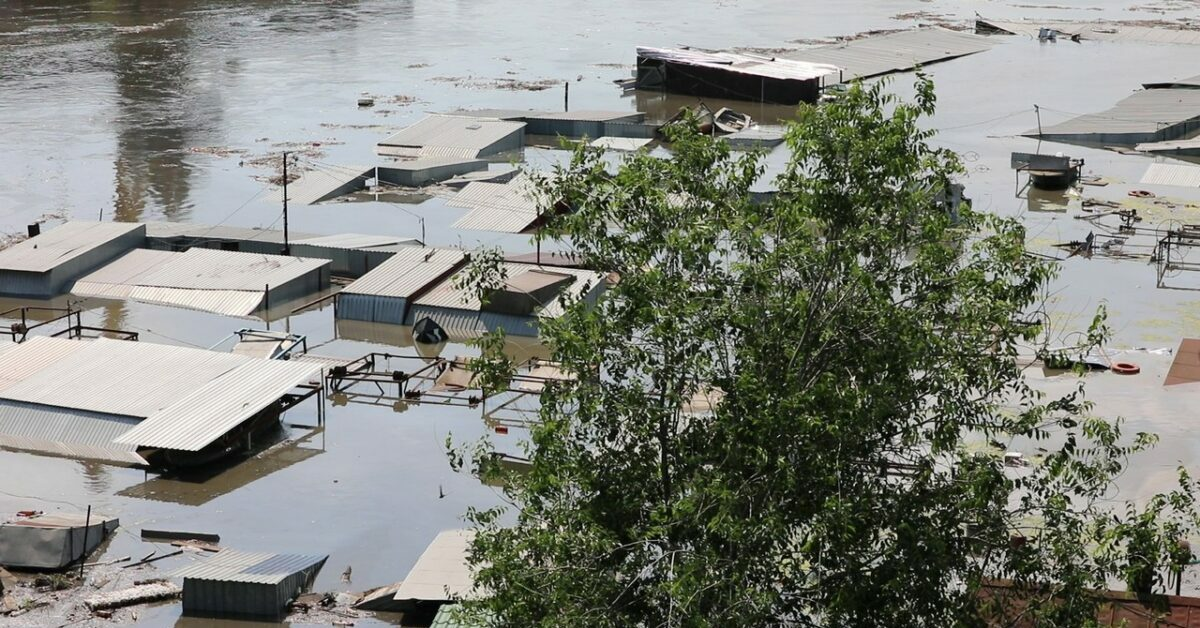
Les villages de la rive gauche du Dnipro, sous occupation russe, sont sous l'eau après la rupture du barrage de Kakhovka le 6 juin 2023.
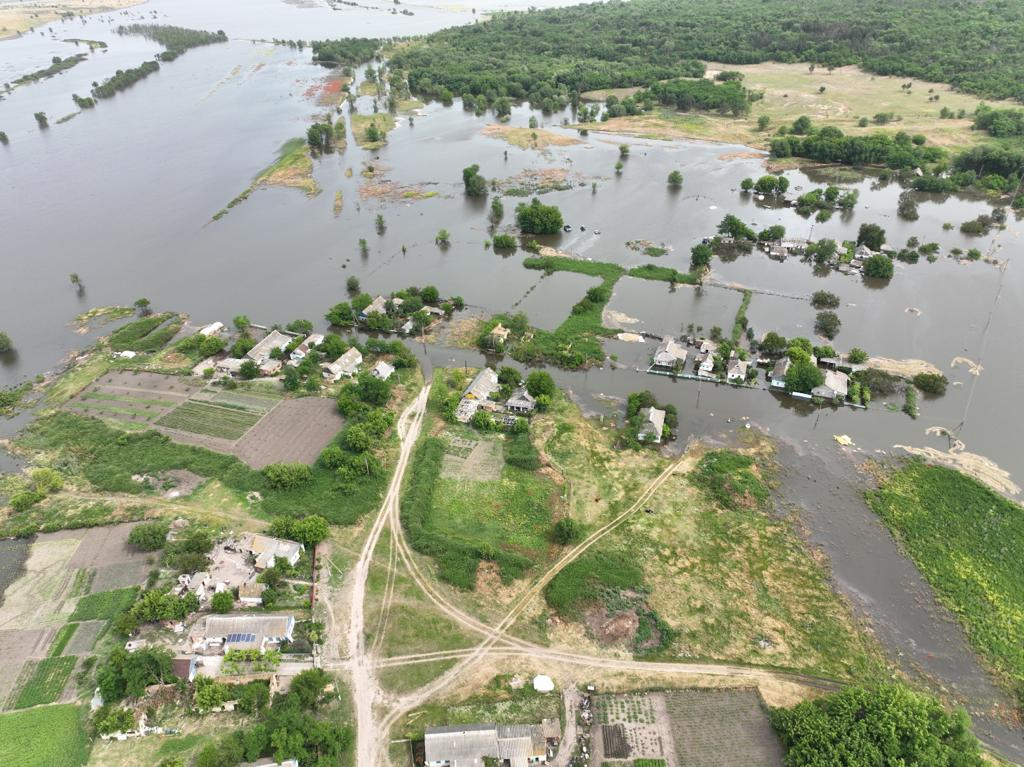
Inondation dans l'oblast de Kherson, 10 juin 2023.
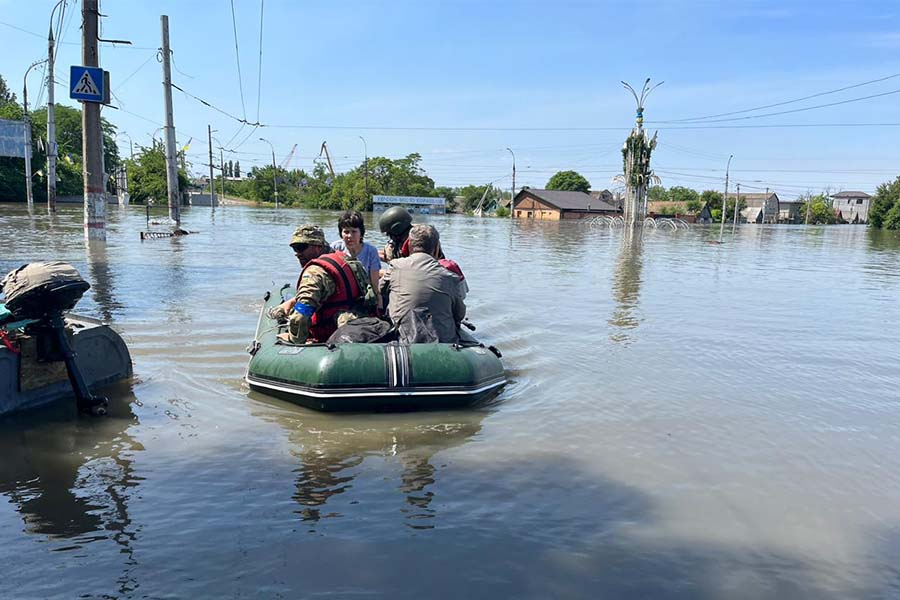
Dans Kherson inondée, le 7 juin 2023.

Le coût de cette destruction est estimé à treize milliards d'euros par le gouvernement ukrainien et l'ONU.

### Impact écologique
Le président ukrainien Volodymyr Zelensky a qualifié cette destruction d'écocide. L'écoulement des boues accumulées au fond du lac de retenue fait peser des craintes pour l'environnement, les sédiments étant contaminés par l'agriculture et l'industrie soviétiques. Le delta du Dnipro est considéré comme un sanctuaire pour nombre d’espèces animales, et la pollution des terres arables et des zones marécageuses et du littoral va affecter des espèces telles que la loutre d'Europe ou le grand esturgeon.
À la suite de la destruction du barrage, « 150 tonnes d’huile moteur » se sont déversées dans le fleuve Dnipro, selon les responsables ukrainiens, qui mettent en garde contre le risque de pollution dans la partie sud de l'Ukraine - avec en plus une possibilité de nouvelles fuites,. Le dépôt de graisse formé en aval obstrue la photosynthèse et la reproduction de la flore.
En amont, l'abaissement du niveau du Dnipro et de ses affluents va perturber les habitats naturels ainsi que les systèmes d'irrigation.
En aval, le Groupe de travail sur les conséquences écologiques de la guerre en Ukraine (Uwec) estime que 80 000 hectares de réserve naturelle ont été détruits.
Une dizaine de jours après la destruction du barrage, 150 tritons sont retrouvés morts échoués sur les côtes de la mer Noire, emportés par la crue. Les eaux issues du barrage et polluées par des déchets, eaux usées, carburants, et nitrates, atteignent l'embouchure du Danube et le département environnement de la région d'Odessa considère début juillet que 7 000 kilomètres carrés de la partie nord-ouest de la mer Noire sont pollués. Les apports de nitrates et d'eau douce favorisent par ailleurs la prolifération d'algues vertes dans la mer Noire.

### Découverte de reliques historiques
La baisse du niveau de l'eau du réservoir en amont du barrage de Kakhovka à mis au jour des vestiges de la Seconde Guerre mondiale, comme le montrent des images (qui n'ont pas pu être identifiées de manière indépendante) filmées par des habitants locaux. Ont été découverts des ossements humains, des armes et des équipements semblables à ceux que les soldats allemands portaient sous l'Allemagne nazie. Le secteur avait été en 1943 le théâtre de l'un des plus importants affrontements de l'Histoire, connu sous le nom de bataille du Dniepr. Plus de trois millions de soldats avaient été impliqués. 
La zone où ont été retrouvés ces vestiges se situent aux environs de la ville de Nikopol, au sud-ouest de Zaporijjia. C'est à cet endroit qu'ont eu lieu les combats les plus féroces de la bataille du Dniepr, qui s'étendait sur un front de 1 400 km. Près de la ville, « les pertes des troupes soviétiques varient de 30 000  à   60 000 soldats, et celles des troupes allemandes atteignent 20 000 soldats », selon l'historien du musée national de l'histoire de l'Ukraine, Andrii Solonets. Selon le journal The Guardian, les corps des Allemands tués lors de cette bataille avaient été abandonnés dans les marais. Ces derniers ont ensuite été recouverts par l’eau, en 1956, lors de la construction du barrage de Kakhovka.